# مطيع الرحمن نظامي
مطيع الرحمن نظامي (بالبنغالية: মতিউর রহমান নিজামী)، مواليد 31 مارس 1943 – 11 مايو 2016) هو سياسي ووزير بنغلاديشي سابق فشغل منصب وزير الزراعة وزير الصناعة، كما كان باحث إسلامي وكاتب وأمير الجماعة الإسلامية البنغلاديشية. كان نظامي عضوا في البرلمان عن دائرة بابنا-1 من عام 1991 إلى عام 1996 ومرة أخرى من عام 2001 إلى عام 2006. اشتهر بقيادة منظمة البدر التي شاركت في حرب الاستقلال البنغلاديشية. أدانته محكمة الجرائم الدولية في بنغلاديش في 29 أكتوبر 2014 بتهمة التخطيط لمذبحة ديمرا.
رحبت العديد من الكيانات السياسية والمنظمات الدولية في البداية بمحاكمته، إلا أنهم انتقدوها لاحقًا. فانتقدت منظمة هيومن رايتس ووتش في نوفمبر 2011 المحكمات التي اتسمت بانعدام الشفافية وبمضايقة محامي الدفاع والشهود الذين يمثلون المتهم. كان نظامي آخر مشتبه به بارز يحاكم بتهمة ارتكاب جرائم حرب في الإبادة الجماعية في بنغلاديش عام 1971. أجلت المحكمة حكمه في يونيو 2014 بسبب حالته الصحية.
أدين نظامي بتهمة تهريب الأسلحة إلى ولاية آسام بالهند في عام 2004، وحكم عليه بالإعدام هو 13 رجلا آخرين في يناير 2014. أدين وحكم عليه بالإعدام في 29 أكتوبر 2014 لتهم دوره في تخطيط مذبحة ديمرا. وقد أعدم شنقا في سجن دكا المركزي في 11 مايو/أيار 2016. وهو ثالث وزير في بنغلاديش يُشنق. كان مطيع دائما مذكور في قائمة أكثر 500 مسلم تأثيرا.

## النشأة
ولد نظامي في 31 مارس 1943 في قرية مونموثبور في سانثيا أوبازيلا في بابنا، لوالده لطف الرحمن خان. أكمل نظامي تعليمه الثانوي وحصل على شهادة في الفقه الإسلامي من المدرسة العالية الحكومية في دكا في عام 1963. حصل على درجة البكالوريوس من جامعة دكا في عام 1967.

## الحياة السياسية
ارتفع نظامي في صفوف فرع الجماعة الإسلامية في باكستان الشرقية في ستينيات القرن العشرين، بعد قيادته المنظمة الطلابية "إسلامي تشاترو شانغو" (المعروفة الآن بـ "إسلامي شاترا شبير").
يزعم أن نظامي قائد ميليشيا البدر التي تعاونت مع الجيش الباكستاني في حرب الاستقلال البنغلاديشية. تورطت هذه الميليشيا في اختطاف وقتل 989 بنغالي منهم أساتذة وصحفيون وأطباء ونشطاء مؤيدون لاستقلال بنغلاديش.
حظر مجيب الرحمن أول رئيس لبنغلاديش الجماعة الإسلامية بعد استقلال البلاد لأنها كانت معارضة لحرب التحرير وتعاون بعض أعضائها مع الجيش الباكستاني. لذا هاجر غادر نظامي وعدد من كبار قادة الجماعة من البلاد. سُمح لقادة الجماعة بالعودة إلى بنغلاديش في عام 1978، وأعادوا تنظيم حزب الجماعة الإسلامية الذي أصبح أكبر حزب إسلامي في البلاد.
انتخب نظامي عضواً في البرلمان في عام 1991 ممثلاً عن دائرة بابنا-1 عن الجماعة الإسلامية، وقاد الكتلة البرلمانية للحزب حتى عام 1994. لكنه خسر في انتخابات عام 1996 أمام مرشحي الحزب الوطني البنغلاديشي ورابطة عوامي.
ترأس نظامي زعامة الجماعة بعد غلام عزام في عام 2001. فاز نظامي بدائرة بابنا-1 في انتخابات 2001 عن تحالف الأربع أحزاب بحصوله على 57.68 من الأصوات وأصبح نائب برلماني.
شغل منصب وزير الزراعة من 2001 إلى 2003 ثم منصب وزير الصناعة 2003 إلى 2006. هُزم نظامي في الانتخابات العامة ديسمبر 2008 وفاز بمقعده (بابنا -1) شمس الحق من رابطة عوامي.

## التهم

### مزاعم الفساد
اتهمت لجنة مكافحة الفساد في بنغلاديش نظامي في مايو 2008 بقضية فساد شركة غاتكو، التي زعم فيها أنه وعدة سياسيين آخرين منحوا شركة غاتكو عقود غير قانونية. وصدر أمر بالقبض على نظامي مع 12 آخرين في 15 مايو 2008.
وادعى الادعاء أن الاتفاقية مع جاتكو كلفت الدولة خسائر تجاوزت 100 مليون تاكا بنغلاديشي. نفى نظامي الاتهامات وقال أنها مشوبة بدوافع سياسية، ثم أفرج عنه بكفالة بعد شهرين.

### تهم التجديف
قارن زعيم جماعة دكا رفيق الإسلام بين حياة نظامي وحياة النبي محمد في خطاب عام ألقاه في 17 مارس 2010، وقال أنهما ظُلما دائمًا. رفع اتحاد الطرق البنغلاديشي في 21 مارس دعوى قضائية ضد رفيق ونظامي وآخرين من أعضاء الجماعة "لإيذائهم مشاعر المسلمين بمقارنة نظامي بالنبي". قُبض على نظامي وثلاثة آخرين من كبار قادة الجماعة في 29 مارس 2010. خرج نظامي بكفالة في اليوم التالي ورفضت القضية في 14 فبراير 2011، وأجلت المحكمة العليا القضية لأربعة أشهر حتى مارس 2011.

### تهم التهريب
ألقي القبض على نظامي في 4 مايو بتهمة تهريب الأسلحة إلى المتمردين الآساميين في الهند في عام 2004. ورفض التماس الإفراج عنه بكفالة في 7 سبتمبر 2011.
حكم على نظامي و13 من المتآمرين معه بالإعدام شنقا بعد إدانتهم بتهريب الأسلحة في 30 يناير 2014.

## محكمة العدل الدولية
أسست حكومة بنغلاديش بقيادة رابطة عوامي في عام 2009 محكمة خاصة للنظر في الجرائم المزعومة التي ارتكبت في حرب الاستقلال في عام 1971. اتهمت المحكمة نظامي وثمانية من قادة الجماعة الإسلامية واثنين من قادة الحزب الوطني البنغلاديشي بجرائم حرب. ادعت أحزاب المعارضة ومنظمات حقوق الإنسان أن المحاكمات تشوبها تدخلات سياسية، وقالت المنظمات أن جميع المتهمين كانوا من السياسيين المعارضين البارزين. سبق لمنظمة هيومان رايتس ووتش أن قالت إن إجراءات المحكمة لا ترقى للمعايير الدولية.
أُجل النطق بالحكم على نظامي في يونيو 2014 بسبب وضعه الصحي. صدر حكم بالإعدام على نظامي في 29 أكتوبر 2014 بتهمة ارتكاب جرائم حرب خلال الحرب ضد باكستان في عام 1971.

## الوفاة
أعدم نظامي شنقًا في سجن دكا المركزي في 11 مايو 2016 بعد أيام قليلة من رفض الاستئناف الأخير لإلغاء حكم الإعدام الصادر بحقه بسبب الجرائم المزعم أنه ارتكبها في حرب الاستقلال عام 1971. أُعدم بين الساعة 11:50 مساءً و12:01 صباحًا، ودُفن في منزل عائلته بشمال بنغلاديش.

### رد فعل
- باكستان: أعربت وزارة الخارجية الباكستانية عن "حزن البلاد العميق لإعدام أمير الجماعة الإسلامية في بنغلاديش، السيد مطيع الرحمن نظامي، بتهم الجرائم المزعوم التي وقعت قبل ديسمبر 1971. وقالت أن خطأه الوحيد كان إصراره على الدستور والقوانين الباكستانية".[42]
- تركيا: أدانت تركيا إعدام مطيع الرحمن نظامي[43] وسحبت السفير التركي من بنغلاديش.[44]

## وصلات خارجية
- رسالة من أمير (الجماعة الإسلامية) في بنغلاديش إلى قادة العالم الإسلامي